# 新莊郡役所
25°02′05″N 121°27′12″E / 25.034602°N 121.453321°E
原新莊郡役所廳舍，是台灣日治時期興建的新莊郡役所辦公廳舍，位於新北市新莊區。始建於1919年，1920年因行政區劃的更動，新莊支廳改制為新莊郡，並設置郡役所，下轄今新莊、三重、蘆洲、五股與林口等地，是當地的行政中心，郡役所中設有庶務課與警察課，初建時為一層樓的建築，1950年增建為兩層樓，為新莊警分局使用，2003年又改為新莊派出所使用。郡役所後方有武德殿、日式宿舍群建築。

## 現狀

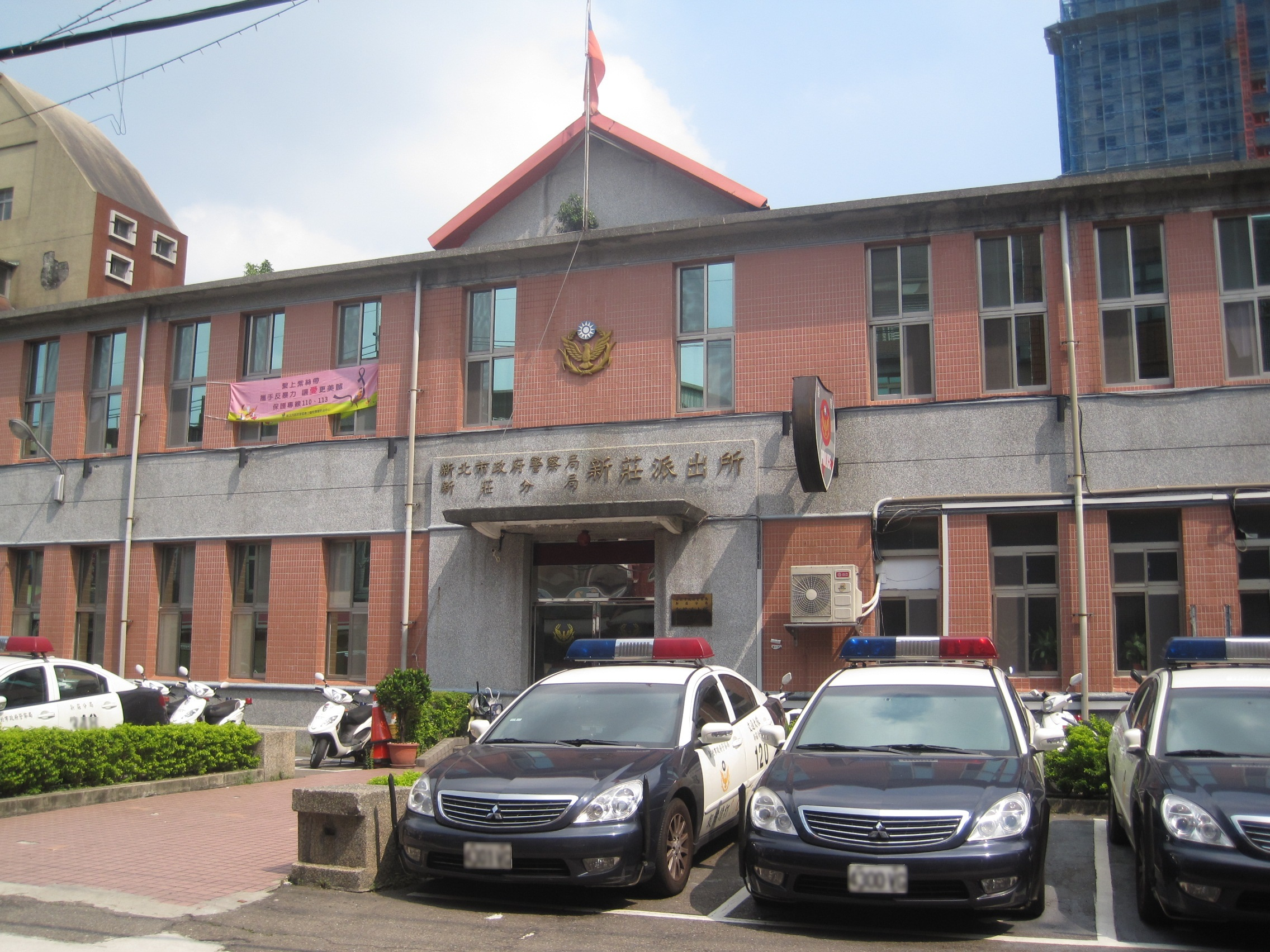
2015年的新莊派出所

新莊郡役所原為新莊老街的一部分，過去曾是新北市境內僅存的台北州郡役所。2012年起新北市政府開始計劃在新莊老街推動「新莊廟街周邊公辦都更案」，除原本隸屬於郡役所，而已於2010年獲登錄為歷史建築的新莊武德殿外，擬將新莊郡役所和周圍的日式宿舍全數拆除，引起地方人士的抗爭。2013年8月，新莊老街永續觀光產業發展聯盟向新北市文化局提出申請新莊郡役所為歷史建築，但被認定無保留價值而駁回。新北市政府持續與地方人士溝通協調，希望能化解歧見。
新莊郡役所旁另有日式宿舍群，其中包括興建於1932年的新莊警分局分局長宿舍，文化局亦認定未達文化資產標準，2018年10月，新北市政府將該宿舍拆除。
2019年7月，新北市文化局決議新莊郡役所因歷經多次增改建，且建築元素較無特色，未達古蹟或歷史建築的登錄標準。2021年2月公辦都更審議通過，6月4日發布實施。拆除後由皇翔建設於原址興建住宅大樓。7月29日起，派出所遷移至新莊區中正路1-1號，IKEA新莊店斜對面，繼續辦公作業。